# Suka Dana (Sungai Rotan)
Suka Dana is een bestuurslaag in het regentschap Muara Enim van de provincie Zuid-Sumatra, Indonesië. Suka Dana telt 1267 inwoners (volkstelling 2010).